# Piero Sraffa
Piero Sraffa est né le 5 août 1898 à Turin et mort en 1983 à Cambridge est un théoricien économiste italien du XXe siècle qui a analysé les insuffisances de la théorie néoclassique et réhabilité des auteurs comme Karl Marx et David Ricardo. Il est considéré comme le fondateur du néo-ricardisme.

## Biographie
En 1921, Piero Sraffa soutient une thèse sur l'inflation en Italie pendant et après la première guerre mondiale. En 1927, fuyant l'Italie fasciste, il s'installe en Grande-Bretagne à l'invitation de John Maynard Keynes, qui lui procure un poste de bibliothécaire à l'université de Cambridge.
Piero Sraffa a entretenu des relations avec des penseurs influents de son temps. Keynes, tout d'abord, mais aussi l'intellectuel marxiste Antonio Gramsci qu'il soutint durant son incarcération et durant sa maladie. Il entretint aussi des rapports amicaux avec le philosophe Ludwig Wittgenstein.
À partir de 1930, il se consacre à l'édition des œuvres complètes de Ricardo, travail dont il a été chargé par la Royal Economic Society, qui ne paraîtra qu'en 1952.
Son ouvrage Production de marchandises au moyen de marchandises paru en 1960 constitue une étape importante dans l'histoire de la pensée économique.

## Contenu de ses publications

### Les articles des années 1920
Sraffa écrit deux articles durant les années 1920 : « Sur les relations entre les coûts et les quantités produites » en 1925, et "Les lois des rendements en concurrence pure et parfaite" en 1928, dans lesquels il analyse la forme de ce que l'on a pris l'habitude d'appeler les fonctions de production. Le second est en fait une reformulation du premier à la demande de Keynes, qui voulait que Sraffa livre une œuvre originale pour être publié dans l'Economic Journal.
Dans le premier article, Sraffa dissèque les raisons pour lesquelles des rendements croissants ou décroissants peuvent apparaître dans le processus de production.
- La présence de rendements décroissants vient de la pénurie d'au moins un facteur de production, qui oblige à changer de configuration de production, pour une configuration moins efficace. Sraffa généralise en fait le concept de rendements décroissants présents chez Ricardo, lié à la fertilité décroissante de la terre. Reformulé en termes sraffiens, on pourrait dire que la pénurie d'un facteur (la terre de bonne qualité) oblige à changer de configuration de production (pour passer à une configuration utilisant de la terre de qualité moindre).
- Il y a deux raisons aux rendements croissants :
  - La première tient à ce que Sraffa appelle le facteur fixe : un facteur de production dont la quantité requise ne varie pas du tout en fonction des quantités produites, sur tout ou partie de la fonction de production. L'exemple extrême est celui de l'idée, ou du brevet, qui présentent une productivité potentiellement infinie : que l'on produise 1, 10, 1 000 ou 1 000 000 000 unités de production, il n'y a besoin que d'une seule idée, ou d'un seul brevet. Le coût d'approvisionnement en ces facteurs est constant avec les quantités produites.
  - La seconde raison des rendements croissants tient à la possibilité, au-delà d'une certaine quantité à produire, de recourir à une configuration de production très lourde en capital fixe, qui se serait avérée trop coûteuse pour de moindres quantités produites. L'accroissement de l'échelle de production permet de passer à des techniques aux coûts fixes importants, mais à coûts variables plus faibles.

Dans le second article, Sraffa reprend les idées de son article de 1925, mais il y adjoint une seconde partie, dans laquelle il anticipe sans le savoir sur la concurrence monopolistique de Chamberlin. Il analyse en effet la courbe de la demande, et la possibilité de son inélasticité au prix dans certains cas.

### OuvrageProduction de marchandises au moyen de marchandises (1960)
Dans cet ouvrage, Sraffa résout la question de l'étalon sur laquelle Ricardo avait échoué. Il montre que l'étalon économique invariable aux changements de répartition entre salaires et profits, est une marchandise-composite constituée des biens de l'économie, en proportion de leur présence dans le produit net global.
Selon le modèle proposé par Sraffa, une économie de n agents producteurs avec un taux uniforme de profit et de salaire se formalise par :
{\displaystyle E=[A,c,r,w]}
avec {\displaystyle A} la matrice technologique où chaque composante {\displaystyle a_{i,j}} représente la fraction de commodité i nécessaire à la production d'une unité de commodité j, {\displaystyle c} le vecteur de consommation final, {\displaystyle r} le taux de profit et {\displaystyle w} le taux des salaires.
À toute économie {\displaystyle E} il existe une solution {\displaystyle [U,p]} où {\displaystyle U} est la matrice des flux et {\displaystyle p} le vecteur des prix.
Exemple d'une économie auto-reproductrice à deux entrées
| Entrées                                |   | Sorties             |
| -------------------------------------- | - | ------------------- |
| 280 quintaux de blé + 12 tonnes de fer | → | 400 quintaux de blé |
| 120 quintaux de blé + 8 tonnes de fer  | → | 20 tonnes de fer    |

Dans cette économie l'agriculture produit un surplus de 120 quintaux de blé, l'industrie un surplus de 12 tonnes de fer. Le taux d'échange qui permet aux deux unités de production de fonctionner est de 10 quintaux de blé pour une tonne de fer.
Par cette démonstration, Piero Sraffa remet en cause la théorie néoclassique selon laquelle le taux de profit est un résidu du prix. Il montre qu'il est le même dans toute l'économie en concurrence pure et parfaite et qu'il est déterminé à l'avance selon un arbitrage entre salaires et profit, quel que soit le prix de vente. Il réhabilite ainsi les théories Marxistes et Ricardiennes de la répartition. Des auteurs comme Samuelson tenteront de démontrer l'inexactitude des conclusions de Sraffa, sans succès.